# Oakwood (condado de Montgomery, Ohio)
Oakwood es una ciudad ubicada en el condado de Montgomery en el estado estadounidense de Ohio. En el Censo de 2010 tenía una población de 9202 habitantes y una densidad poblacional de 1.618,64 personas por km².

## Geografía
Oakwood se encuentra ubicada en las coordenadas 39°43′13″N 84°10′24″O / 39.72028, -84.17333. Según la Oficina del Censo de los Estados Unidos, Oakwood tiene una superficie total de 5.69 km², de la cual 5.68 km² corresponden a tierra firme y (0%) 0 km² es agua.

## Demografía
Según el censo de 2010, había 9202 personas residiendo en Oakwood. La densidad de población era de 1.618,64 hab./km². De los 9202 habitantes, Oakwood estaba compuesto por el 95.32% blancos, el 0.9% eran afroamericanos, el 0.18% eran amerindios, el 1.37% eran asiáticos, el 0.01% eran isleños del Pacífico, el 0.58% eran de otras razas y el 1.64% pertenecían a dos o más razas. Del total de la población el 1.77% eran hispanos o latinos de cualquier raza.